# Кируна (коммуна)
Ки́руна (швед. Kiruna kommun, фин. Kiirunan kunta, северносаам. Girona gielda) — коммуна в лене Норрботтен, занимает самую северную часть Швеции. Центр — одноимённый город. Площадь составляет 20 715 км². Население — 22 967 человек.

## География

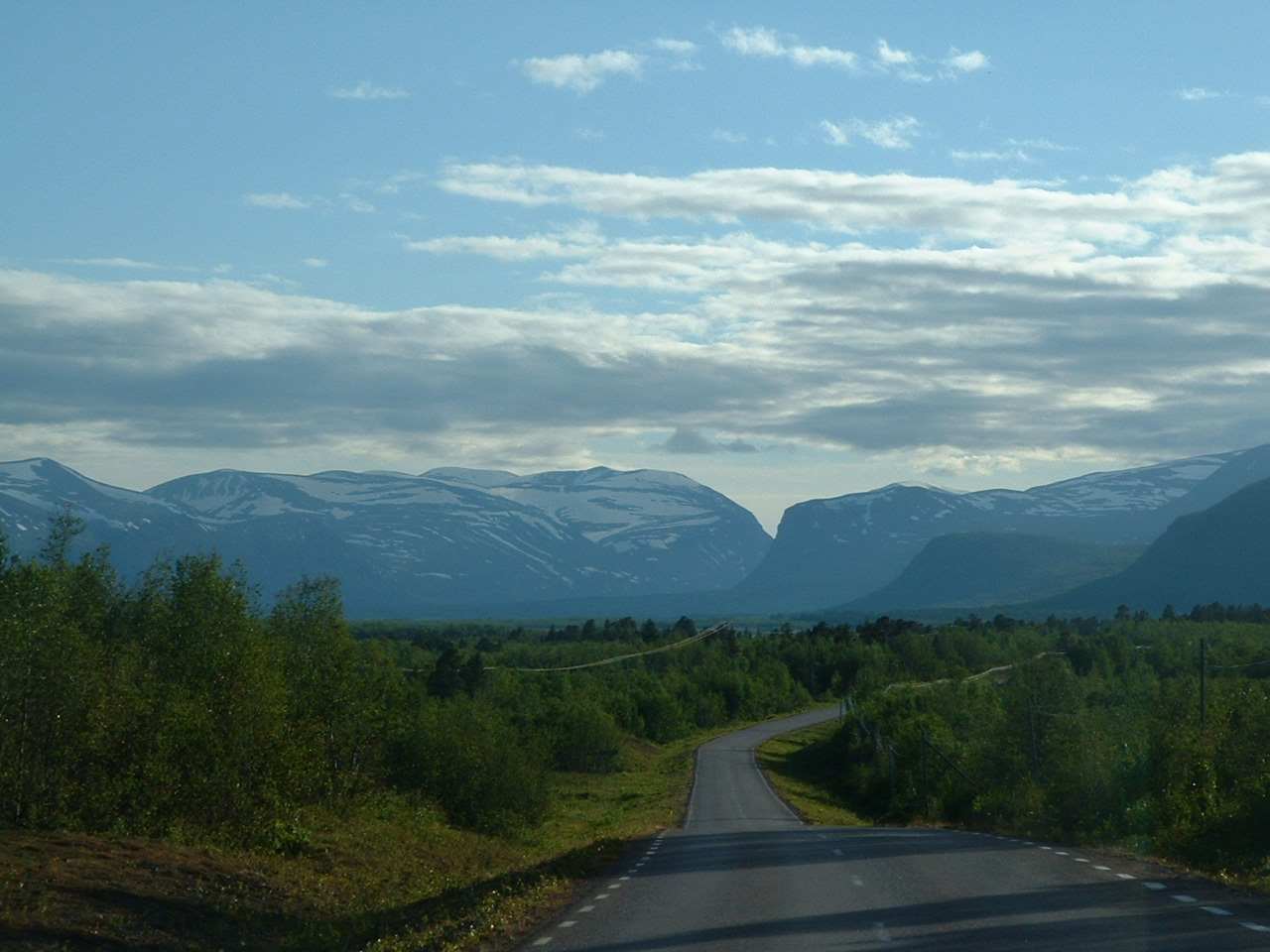
Горы вблизи деревни Никкалуокта

Кируна расположена на крайнем севере Швеции. При площади 20 551,42 км² это самая большая коммуна страны (около 4,6 % от общей площади Швеции). Граничит с Норвегией (на западе и северо-западе), Финляндией (на севере и северо-востоке), а также со шведскими коммунами Паяла (на востоке) и Елливаре (на юге).
В юго-западной части коммуны расположена гора Кебнекайсе (2106 м над уровнем моря) — самая высокая точка Швеции и Лапландии. На территории Кируны имеется более 6000 озёр, крупнейшее из которых — Турнетреск. Основные реки, текущие через коммуну: Каликсэльвен, Турнеэльвен и Лайниоэльвен, а также река Муониоэльвен, крупнейший приток Турнеэльвен, образующая границу с Финляндией. На территории коммуны расположены национальные парки Абиску и Вадвечокка.
В коммуне также расположен ракетный полигон Эсрейндж.

## Населённые пункты
На территории коммуны расположено 7 населённых пунктов с населением более 200 человек:
| # | Населённый пункт | Население |
| - | ---------------- | --------- |
| 1 | Кируна           | 18 154    |
| 2 | Виттанги         | 789       |
| 3 | Юккасъярви       | 519       |
| 4 | Сваппавара       | 394       |
| 5 | Куттайнен        | 364       |
| 6 | Каресуандо       | 313       |
| 7 | Эвре-Сопперу     | 220       |

## Население
По данным на конец 2011 года население коммуны составляет 22 967 человек. Средняя плотность — 1,2 чел/км². Финский, саамский и меянкиели имеют в коммуне статус языков меньшинств.
| Год       | 1880 | 1890 | 1900 | 1910   | 1920   | 1930   | 1940   | 1950   | 1960   | 1970   | 1980   | 1990   | 2000   | 2010   |
| Население | 3266 | 3604 | 4314 | 12 728 | 14 783 | 19 661 | 19 427 | 20 348 | 28 194 | 30 639 | 29 705 | 26 149 | 24 314 | 22 944 |

## Известные уроженцы
- Бёрье Сальминг — бывший шведский хоккеист